# Ariel Winter
Ariel Winter Workman (n. 28 ianuarie 1998, Fairfax, Virginia, SUA) este o actriță americană. A jucat rolul lui Alex Dunphy în serialul de comedie Modern Family, produs de compania TV ABC, ea și costarurile ei câștigând patru premii consecutive Screen Actors Guild pentru ansamblu remarcabil într-un serial de comedie.